# Conga (geslacht)
Conga is een geslacht van vlinders van de familie dikkopjes (Hesperiidae), uit de onderfamilie Hesperiinae.

## Soorten
- C. chingachgook (Weeks, 1909)
- C. chydaea (Butler, 1877)
- C. iheringii (Mabille, 1891)
- C. immaculata (Bell, 1930)
- C. urqua (Schaus, 1902)
- C. zela (Plötz, 1883)